# Ајзеја Фајербрејс
Ајзeја Фајербрејс (енгл. Isaiah Firebrace; Портланд, Викторија, 21. новембар 1999) је аустралијски певач.

## Биографија
Фајербрејс је рођен у Портланду, он је абориџински Аустралијанац. Фајербрејс је први пут привукао пажњу јавности када се пријавио певачко такмичење у Мелбурну.
Ајзеја је био на аудицији за осму сезону Икс Фактора у Аустралији. Из емисија уживо прошао је у Велико финале.
Дана 21. новембра 2016. године победио је на такмичењу.
Исте године Ајзеја је објавио свој деби студијски албум Isaiah, албум је достигао 12. место на Аустралијској листи албума.
Након победе на такмичењу, Фајербрејс је објавио да је заинтересован да представља Аустралију на такмичењу за Песму Евровизије. Дана 7. марта 2017, емитер СБС је објавио да је интерно изабрао Ајзеју да представља Аустралију на такмичењу за песму Евровизије 2017. године у Кијеву.
Дана 9. маја 2017. квалификовао се из првог полуфинала и такмичио се у финалу 13. маја и завршио је на 9. месту.
Ајзеја је учествовао на Евровизији – Аустралија одлучује за шансу да представља своју земљу на такмичењу Песма Евровизије 2022. године.

## Дискографија

### Студијски албуми
| Назив  | Година |
| ------ | ------ |
| Isaiah | 2016.  |